# Ryan Edmondson
Ryan David Edmondson (* 20. Mai 2001 in York) ist ein englischer Fußballspieler.

## Karriere

### Verein
Ryan Edmondson spielte bis zum Jahr 2017 in der Jugend von York City. Für die erste Mannschaft debütierte er im Oktober 2017 in der National League North gegen Brackley Town als Einwechselspieler. Er war zu diesem Zeitpunkt 16 Jahre und 140 Tage alt, womit er zum jüngsten Spieler in der Vereinsgeschichte wurde. Im November 2017 nahm in Leeds United unter Vertrag. Auch in der zweiten englischen Liga kam er als 16-Jähriger zum Einsatz, als gegen er die Queens Park Rangers und Birmingham City auflief. Im Juli 2020 wechselte er auf Leihbasis bis Januar 2021 in die Scottish Premiership zum FC Aberdeen. Seinen ersten Einsatz für die „Dons“ gab er gegen die Glasgow Rangers am 1. Spieltag der Saison 2020/21, nachdem er für Bruce Anderson eingewechselt wurde. Nach einer im August 2020 zugezogenen Knöchelverletzung fiel er einige Monate aus.

### Nationalmannschaft
Ryan Edmondson debütierte im September 2019 in der englischen U19-Nationalmannschaft gegen Griechenland. Beim 3:1-Erfolg gab Edmondson die Vorlage zum zwischenzeitlichen Ausgleich und erzielte selber das Führungstor zum 2:1.